# Giro delle Fiandre 2014
Il Giro delle Fiandre 2014, novantottesima edizione della corsa e valido come ottava prova dell'UCI World Tour 2014, si è svolto il 6 aprile 2014 su un percorso di 259 km. Lo ha vinto, per la terza volta, Fabian Cancellara, che ha concluso in 6h15'18".

## Squadre partecipanti
| N.      | Cod. | Squadra                 |
| ------- | ---- | ----------------------- |
| 1-8     | TFR  | Trek Factory Racing     |
| 11-18   | CAN  | Cannondale              |
| 21-28   | LTB  | Lotto-Belisol           |
| 31-38   | OPQ  | Omega Pharma-Quickstep  |
| 41-48   | ALM  | AG2R La Mondiale        |
| 51-58   | AST  | Astana Pro Team         |
| 61-68   | BEL  | Belkin Pro Cycling Team |
| 71-78   | BMC  | BMC Racing Team         |
| 81-88   | FDJ  | FDJ.fr                  |
| 91-98   | GRS  | Garmin-Sharp            |
| 101-108 | LAM  | Lampre-Merida           |
| 111-118 | MOV  | Movistar Team           |
| 121-128 | OGE  | Orica-GreenEDGE         |

| N.      | Cod. | Squadra                      |
| ------- | ---- | ---------------------------- |
| 131-138 | EUC  | Team Europcar                |
| 141-148 | GIA  | Team Giant-Shimano           |
| 151-158 | KAT  | Team Katusha                 |
| 161-168 | SKY  | Team Sky                     |
| 171-178 | TCS  | Tinkoff-Saxo                 |
| 181-188 | AND  | Androni Giocattoli-Venezuela |
| 191-198 | COF  | Cofidis, Solutions Credits   |
| 201-208 | IAM  | IAM Cycling                  |
| 211-218 | MTN  | MTN-Qhubeka                  |
| 221-228 | TNE  | Team NetApp-Endura           |
| 231-238 | TSV  | Topsport Vlaanderen          |
| 241-248 | WGG  | Wanty-Groupe Gobert          |

## Ordine d'arrivo (Top 10)
| Pos. | Corridore           | Squadra      | Tempo    |
| ---- | ------------------- | ------------ | -------- |
| 1    | Fabian Cancellara   | Trek Factory | 6h15'18" |
| 2    | Greg Van Avermaet   | BMC Racing   | s.t.     |
| 3    | Sep Vanmarcke       | Belkin       | s.t.     |
| 4    | Stijn Vandenbergh   | Omega Pharma | s.t.     |
| 5    | Alexander Kristoff  | Team Katusha | a 5"     |
| 6    | Niki Terpstra       | Omega Pharma | a 18"    |
| 7    | Tom Boonen          | Omega Pharma | a 35"    |
| 8    | Geraint Thomas      | Team Sky     | a 37"    |
| 9    | Björn Leukemans     | Wanty-Gobert | a 41"    |
| 10   | Sebastian Langeveld | Garmin-Sharp | a 43"    |